# 토마스 환
토마스 환(Thomas Hwan, 본명: Thomas Hwan Hoegh Andersen, 1982년 5월 4일 ~ )은 덴마크의 TV 범죄 시리즈 베드랙(Bedrag, Follow the Money)에 출연한 것으로 유명한 덴마크인 배우이다.
토마스 환은 덴마크인 부모에 의해 한국으로부터 입양되었으며 2007년 덴마크 국립 연극학교를 졸업했다. 덴마크 왕립극장에서 로미오 역을 맡았으며 이 극장에서 실험적인 레드룸(Red Room) 스테이지를 공동 설립했다.